# Szczecin Port Centralny (stacja kolejowa)
Szczecin Port Centralny – kolejowa stacja węzłowa i rozrządowa w północnej części szczecińskiego Międzyodrza. 

## Ruch pasażerski
| Rok  | Wymiana pasażerska na dobę |
| ---- | -------------------------- |
| 2017 | 50-99                      |
| 2022 | 50-99                      |

## Położenie
Położony jest nieopodal ul. Gdańskiej (droga krajowa nr 10). W skład stacji wchodzi największa szczecińska lokomotywownia Szczecin Port Centralny, formalnie stanowiąca bocznicę szlakową, okręgi Szczecin Port Centralny SPA, Szczecin Port Centralny SPB i Szczecin Port Centralny SPC, stanowiące osobne posterunki zapowiadawcze, oraz grupa torów Szczecin Port Centralny SPB Rozrządowy, przystanek służbowy Szczecin Port Centralny SPC21 oraz pasażerska stacja postojowa Szczecin Zaleskie Łęgi.
Odległość od dworca do ważniejszych stacji w pobliżu:
- Szczecin Główny: 1,4 km
- Szczecin Podjuchy: 6,4 km
- Szczecin Zdroje: 8,1 km
- Szczecin Dąbie: 10,8 km (dawniej 8,1 km)

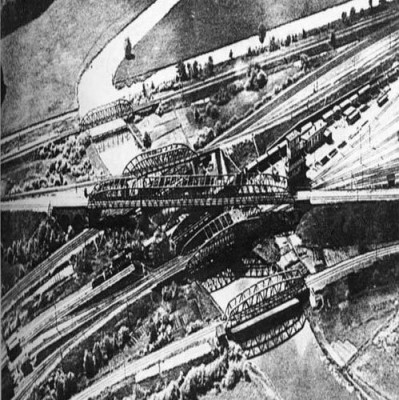
Mosty kolejowe nad Regaliczką
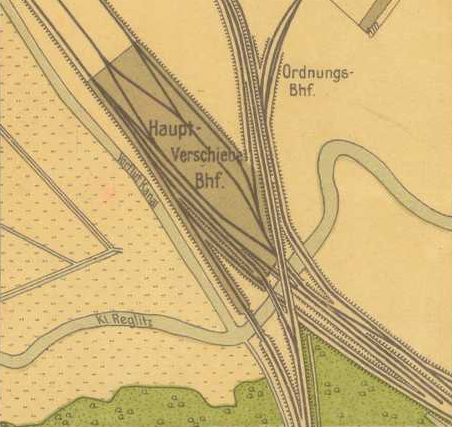
Mosty nad Regaliczką - plan w powiększeniu

## Informacje ogólne
Przez Szczecin Port Centralny tory poprowadzono w 1859 r. po przebudowaniu dworca Szczecin Główny z czołowego w przelotowy. Aż do 1936 r. przez stację prowadziły jedyne tory w kierunku Dąbia (przez stację Szczecin Lotnisko) i Podjuch. Po tym czasie zbudowano tory przez południową część Międzyodrza wzdłuż obecnej ul. Krygiera wraz z mostem przez Regalicę. Linię do Dąbia przez wyspę Siedlińską Kępę rozebrano w 1945 r. wskutek wyburzenia mostów nad Regalicą i Cegielinką. Przez wiele lat pełnił funkcję tylko dworca towarowego, głównie do obsługi szczecińskiego portu; obecnie także dla ruchu osobowego. W okolicach Jeziora Portowego znajdują się także stacja postojowa PKP Intercity Szczecin Zaleskie Łęgi oraz przystanek służbowy Szczecin Port Centralny SPC21 (d. Szczecin Rozrządowy). Przystanki ZDiTM w okolicy dworca: "Port Centralny" i "Kanał Parnicki".
Przy stacji znajdowała się krzywa ceglana nastawnia, od czasu budowy na grząskim terenie w dwudziestoleciu międzywojennym nie była użytkowana; została wyburzona w październiku 2021 roku